# Maria Diaz II de Haro
Pour les articles homonymes, voir Diaz.
Maria Diaz II de Haro (María Díaz II de Haro en espagnol), est née vers 1320 et est décédée en 1348. Fille de Juan de Haro et d'Isabelle du Portugal, dame de Pinella et Miranda. Par son père elle est petite-fille de l'infant Juan de Castille, seigneur de Valencia de Campos et de Maria Diaz Ire de Haro, dame de Biscaye. Par sa mère elle est petite-fille d'Alphonse de Portugal et petite-niéce de Juan Manuel, duc de Villena. Elle a été dame de Biscaye entre 1334 et 1349.

## Biographie
Le roi de Castille Alphonse XI cherchant à s'emparer de la Biscaye fait assassiner son père en 1326, mais rencontre l'opposition de sa grand-mère Maria Diaz Ire. Face à situation de véritable guerre civile entre les Castillans et les Biscayens, elle est envoyée à Bayonne en Gascogne anglaise. En 1334 son oncle Juan Manuel de Villena s'allie avec Juan Nuñez III de Lara et organise le mariage de ce dernier avec sa nièce. Forts de cette alliance, ils arrivent à un accord dans lequel le roi Alphonse XI abandonne ses prétensions sur la Biscaye.
Le 16 septembre 1348 elle meurt, peu après avoir donné naissance à son fils héritier Nuño.
En décédant, la seigneurie de Biscaye reste de fait entre les mains de son mari, Juan Núñez III de Lara qui décédera en 1350.

## Mariage et descendance
Elle a épousé en 1331 à Bayonne Juan Nuñez III de Lara et aura avec lui :
- Juana de Lara (1333–1359), dame de Biscaye et de Lara entre 1352 et 1359 après la mort de son frère. Mariée en 1353 à Tello de Castille, fils illégitime du roi Alphonse XI
- Isabel Núñez de Lara (c. 1335–1361), mariée en 1354 à Jean d'Aragon (1330-1358), fils cadet du roi Alphonse IV
- Nuño Diaz de Haro (1348-1352), seigneur de Biscaye dès sa naissance en 1348 à la mort de sa mère, puis seigneur de Lara en 1350 à la mort de son père. Le roi Pierre Ier  Castille tente alors de s'approprier de l'enfant Don Nuño, mais les Biscayens le protégent en le mettant en lieu sûr. Il est mort au cours de sa cinquième année.